# Almost Married (film 1919 Swickard)
Almost Married è un film muto del 1919 diretto da Charles Swickard sotto la supervisione di Maxwell Karger.

## Produzione
Il film, con il titolo di lavorazione His Father's Wife, fu prodotto dalla Metro Pictures Corporation cambiato poi in The Great Match.

## Distribuzione
Distribuito dalla Metro Pictures Corporation, il film uscì nelle sale cinematografiche statunitensi il 2 giugno 1919. In Francia, prese il titolo L'Affaire Buckley.
Il copyright del film, richiesto dalla Metro Pictures Corp., fu registrato il 10 giugno 1919 con il numero LP13838.